# Hogwarts Legacy
Hogwarts Legacy (в официальной русской локализации — «Хогвартс. Наследие») — компьютерная игра в жанре action/RPG, разработанная американской студией Avalanche Software и изданная Warner Bros. Games под лейблом Portkey Games. Действие игры разворачивается в фэнтезийной вселенной «Гарри Поттера» в XIX веке. Изначально выход игры на платформах Windows, PlayStation 4, PlayStation 5, Xbox One и Xbox Series X/S был запланирован на 2021 год, но в январе 2021 года разработчики объявили о переносе даты выхода на 2022 год. 15 декабря разработчики анонсировали дату выхода игры — 10 февраля 2023 года, для консолей текущего поколения и ПК. Релиз игры для консолей прошлого поколения изначально должен был состояться 4 апреля 2023 года, но позднее был перенесён на 5 мая того же года.

## Игровой процесс
Hogwarts Legacy — однопользовательский ролевой экшн с открытым миром и несколькими вариантами сложности и доступности. В школе чародейства и волшебства Хогвартс можно посещать занятия, такие как заклинания, защита от темных искусств, травология и зельеварение. Места из франшизы о «Гарри Поттере» включают в себя Запретный лес, Волшебный банк «Гринготтс» и деревню Хогсмид, которые доступны для исследования, как и другие области, которые ещё не появлялись в других произведениях, такие как общая комната Пуффендуя. По мере прохождения игры эти локации визуально меняются в зависимости от времени года в игре. Мир состоит из 16 регионов, включая Хогвартс и Хогсмид. Общая площадь составила примерно 7,65 квадратных километров. Для исследования доступно около 6,4 квадратных километров.
При создании игрового персонажа игрок может выбрать его внешний вид, факультет и пол. Игроки могут настраивать голос своего персонажа, тип телосложения и тип палочки. Повышение уровня даёт игроку доступ к талантам, улучшениям и навыкам. В игре также есть элементы настройки окружающей среды, где игроки могут изменять Выручай-комнату по мере повышения уровня в игре.
Персонаж игрока учится произносить различные магические заклинания, варить зелья и осваивать боевые способности. По мере прохождения игроки могут разработать свой особый боевой стиль. В бою предметы, купленные или созданные, могут быть использованы для нанесения вреда врагам или создания препятствий или усиления персонажа игрока. Присутствуют приручение, уход и верховая езда на волшебных зверях. Среди существ, с которыми можно взаимодействовать, присутствуют драконы, тролли, гиппогрифы и нюхлеры. Некоторых существ можно использовать в бою, например, мандрагору для оглушения врагов.
Система морали играет определённую роль в игре. Система морали учитывает способность игроков изучать определённые заклинания, такие как «Убивающее заклятие» (Авада Кедавра). Персонажи игроков могут установить дружеские отношения с NPC, с которыми можно взаимодействовать. По мере того, как игрок развивает эти отношения, эти одноклассники становятся партнёрами, которые могут сопровождать игрока в путешествиях, расширять его способности и предлагать уникальные варианты диалога по мере того, как игрок изучают сюжет.

## Сюжет
Действие игры Hogwarts Legacy происходит в конце XIX века и повествует о студентах Хогвартса. Игроку позволено выбирать свой факультет в Хогвартсе и посещать занятия в школе чародейства и волшебства, а также исследовать открытый мир, состоящий из локаций, таких как Запретный лес и деревня Хогсмид. В игре персонаж обучается творить различные магические заклинания, варить зелья, приручать магических зверей и овладевает другими боевыми способностями. Немаловажную роль в игре играет система морали. Игроки также могут настроить голос своего персонажа, тип телосложения и то, является ли он ведьмой или волшебником.
В роли наставника для главного героя выступает профессор Элеазар Фиг, новый персонаж для франшизы «Гарри Поттер». Среди других неигровых персонажей, которые также впервые появляются во вселенной, — студенты Хогвартса Амит Таккар (Асиф Али), Эверетт Клоптон (Люк Янгблад), а также профессоры Онай (Кандас Кайн), Шах (Сом Капила) и Матильда Уизли (Лесли Никол). Из «книжных» героев присутствует Финеас Блэк (Саймон Пэгг). Во время прохождения игрок может подружиться с сокурсниками Натсай Онай, Поппи Добринг и Себастьяном Сэллоу. Антагонистами в Hogwarts Legacy являются гоблин Ранрок и тёмный волшебник Виктор Руквуд.

## Разработка и выход
Игра разработана студией Avalanche Software, которую Warner Bros. Interactive Entertainment приобрела у Disney в январе 2017 года. В том же году Warner Bros. основала новый издательский лейбл Portkey Games, который занимается управлением лицензий франшизы Wizarding World. По словам Warner Bros., создательница франшизы Джоан Роулинг не принимала никакого участия в разработке игры.
Игра использует игровой движок Unreal Engine 4. Видеозапись и кадры игрового процесса просочились в 2018 году.
Hogwarts Legacy была анонсирована в рамках презентаций для PlayStation 5 в сентябре 2020 года, а первоначальные планы на выпуск игры были в 2021 году для платформ Windows, PlayStation 4, PlayStation 5, Xbox One и Xbox Series X/S. Однако 13 января 2021 года было объявлено, что игра будет отложена до 2022 года.
17 марта 2022 года PlayStation выпустила на YouTube-канале видео State of Play, посвящённое игре Hogwarts Legacy. На демонстраций был представлен первый официальный взгляд на игровой процесс, а также информация от Avalanche Software. Также была подтверждена версия для приставки Nintendo Switch.
Игрокам, купившим Deluxe-издание на Xbox Series X/S, PlayStation 5 и Windows, Hogwarts Legacy стала доступна на 72 часа раньше остального мира вместе с несколькими внутриигровыми бонусами за предзаказ.

## Прием
| Сводный рейтинг       | Сводный рейтинг                        |
| Агрегатор             | Оценка                                 |
| --------------------- | -------------------------------------- |
| Metacritic            | (PC) 83/100 (PS5) 84/100 (XSXS) 87/100 |
| OpenCritic            | 84/100                                 |
| «Критиканство»        | 77/100                                 |
| Иноязычные издания    |                                        |
| Издание               | Оценка                                 |
| Destructoid           | 7/10                                   |
| Game Informer         | 9/10                                   |
| GameRevolution        | 6/10                                   |
| GamesRadar+           | [ 37 ]                                 |
| GameStar              | 78/100                                 |
| IGN                   | 9/10                                   |
| Jeuxvideo.com         | 18/20                                  |
| NME                   | [ 41 ]                                 |
| PCGamesN              | 7/10                                   |
| PC Gamer (UK)         | 83/100                                 |
| Push Square           | [ 44 ]                                 |
| The Guardian          | [ 45 ]                                 |
| Русскоязычные издания |                                        |
| Издание               | Оценка                                 |
| 3DNews                | 8,5/10                                 |
| GoHa.Ru               | «Хорошо»                               |
| PlayGround.ru         | 8,5/10                                 |
| StopGame.ru           | Похвально                              |
| «Игромания»           | [ 50 ]                                 |

### Скандалы и призывы к бойкоту
Ещё до выхода игру призывали бойкотировать из-за трансфобных высказываний Джоан Роулинг, автора серии романов о Гарри Поттере — эти призывы были частью серии скандалов вокруг Роулинг, длящихся с 2019 года. Компания-издатель Warner Bros. Games опубликовала на официальном сайте игры заявление о том, что Роулинг не принимает в разработке игры никакого прямого участия: Hogwarts Legacy лишь основана на её опубликованных ранее книгах. В самой Hogwarts Legacy есть и трансгендерный персонаж — хозяйка паба «Три метлы» Сирона Райан; разработчики объясняли её появление в игре желанием отобразить «богатый и разнообразный мир „Гарри Поттера“, а также разные группы людей, которые играют в игры». При этом Роулинг всё равно должна была получать лицензионные отчисления от продаж Hogwarts Legacy, как и от других новых продуктов по «Гарри Поттеру». Это соображение заставляло неприязненно настроенных к Роулинг игроков обсуждать возможные формы бойкота игры: полностью отказаться иметь с ней дело, отложить покупку, чтобы повлиять на уровень первых продаж, или, например, одновременно с покупкой пожертвовать такую же сумму на благотворительность. На ResetEra, одном из крупнейших в мире интернет-форумов для геймеров, были полностью запрещены любые обсуждения игры.
В феврале 2021 года критике подвергся ведущий дизайнер Avalanche Software Трой Левитт. В социальных сетях сообщали о содержании его видеороликов на YouTube, таких как «В защиту Джона Лассетера» и «Похвала культурной апроприации» и таких, что демонстрируют поддержку скандальной кампании Геймергейт. Левитт покинул студию после того, как Warner Bros. попросила его уйти в отставку.
Некоторые издания не стали обозревать Hogwarts Legacy из-за критики в СМИ. Игра подверглась обвинениям в медиа за антисемитизм после выпуска трейлера в марте 2022 года. В них сообщалось, что сюжет основан на эпохе Восстания гоблинов, которое главный герой подавляет. Ранее Роулинг обвиняли в антисемитских стереотипах (гоблины изображены как ненадёжные, крючконосые банкиры, презирающие человечество). По версии критиков, основное послание игры — гоблинов следует считать врагами за то, что они восстали против угнетателей и борются за равные права. Критики также отметили, что, вероятно, большинство детей не будут воспринимать расовые стереотипы, а Роулинг просто использовала существующие образы, чтобы создать своих вымышленных существ.
Противники писательницы также создали сайт, где составляется список людей, играющих в Hogwarts Legacy. Американский депутат и активистка за права трансгендерных людей Зои Зефир предложила составить «чёрный» список стримеров, игравших в Hogwarts Legacy. Во время раннего доступа в игру сыграло 500 тысяч игроков в Steam, став второй по величине пика среди игроков в любой платной игре.

### Отзывы критиков
Согласно сайту-агрегатору Metacritic, игра получила «в целом положительные отзывы»; наиболее высоко была оценена версия для Xbox Series X/S. По данным сайта OpenCritic, 89 % из 155 рецензий критиков рекомендуют игру.
Окружение и визуальные эффекты получили высокие оценки. Критики высоко оценили реконструкцию замка Хогвартс. GamesRadar+ хвалили открытый мир за то, что он верен сведениям о волшебном мире, а Destructoid хвалили богатство общего представления и позитивную связь с вымышленным миром. Ряд критиков тоже отметили эти пункты. NME писали, что мир, вероятно, изображен в наиболее надлежащем виде по версии фанатов. Похвалы были адресованы уровню детализации. Push Square отметили высокий уровень атмосферы и визуальной насыщенности, посчитав, приятными с виду бесцельные занятия, такие как прогулки по Хогвартсу. Окрестности шотландского нагорья получили аналогичную похвалу, хотя некоторые критики посчитали, что другие районы не столь привлекательные.
Игровой процесс вызвал неоднозначную реакцию. PC Gamer хвалили прямолинейные и взаимосвязанные системы игры, такие как дуэли волшебников и Выручай-комната. Eurogamer Germany заявили, что внимание к деталям побуждает игрока исследовать мир. Они высоко оценили музыку, дизайн, квесты и головоломки. Destructoid хвалили разные активности и открываемые предметы, но отметили, что иногда игра выглядит не впечатляющей, а некоторые места неудовлетворительного качества. NME писали, что дизайн игры кажется устаревшим, объясняя это длительным циклом разработки. The Guardian писали, что магия Hogwarts Legacy черпается из окружения, а не игрового процесса, который грамотен, но не впечатляет. GameRevolution описали Hogwarts Legacy как забавный фан-сервис о Гарри Поттере, однако такие занятия, как посещение уроков и зельеварение лишены глубины.
Боевая система получила высокие оценки. PCGamesN посчитали бои самой сильной стороной игры, а The A.V. Club посчитали бои самой интересной особенностью, заявив, что противостояния с большей сложностью дают по-настоящему захватывающие впечатления. GameSpot отметили, что применение заклинаний ощущается динамично, но раскритиковали элементы управления с выбором заклинаний на лету, а также часто ничем не примечательный дизайн врагов. Game Informer также посетовал на отсутствие разнообразия у врагов.
Сюжет и повествование разделил критиков. Некоторые хвалили разработчиков за то, как они рассказали оригинальную историю в слишком знакомой обстановке. Windows Central сочли сюжет захватывающим, а побочные квесты были положительно оценены журналом Video Games Chronicle как лучшие в серии. Hardcore Gamer хвалили историю как захватывающую, но ощутили, что в финале она запинается. PCMag раскритиковал решение вновь дать главному герою роль «Избранного». Некоторые рецензенты сочли повествование тусклым и порой нелогичным.
Персонажи были в основном хорошо приняты. Windows Central назвали их интересными, отметив, что они добавляют миру глубины. CNET хвалили персонажей как хорошо написанных и положительно отметили этническое разнообразие. Также это отметили PCMag. IGN оценили систему спутников за их характеристики. Актёрский состав получил аналогичные комплименты. PCMag писали, что благодаря их качеству разговоры кажутся естественными. Video Games Chronicle посчитали некоторых NPC за пределами замка безжизненными. Hardcore Gamer писали, что соперники главного героя, Ранрок и Руквуд, не смогли стать убедительными антагонистами и уступают другим признанным злодеям в серии о Гарри Поттере.

### Продажи и популярность
Несмотря на многочисленные призывы к бойкоту, игра быстро стала бестселлером на площадке Steam. После выхода игры в раннем доступе 7 февраля некоторые стримеры и обозреватели подверглись критике и угрозам преследования со стороны людей, выступающих против взглядов Роулинг, за продвижение игры. Несмотря на это, за этот день на Twitch Hogwarts Legacy достигла пика в один миллион зрителей.
23 февраля 2023 года Warner Bros. Discovery объявили, что было продано более 12 миллионов копий игры, а глобальные продажи составили 850 миллионов долларов. По состоянию на 5 мая 2023 года по всему миру было продано 15 миллионов копий игры, а общий доход превысил 1 миллиард долларов. К концу 2023 года продажи Hogwarts Legacy достигли 22 миллионов копий, из которых более 2 миллионов копий было продано за декабрьский праздничный сезон.
В Steam Hogwarts Legacy достигла пика в более чем 489 000 одновременных игроков в дни раннего доступа. Это стало вторым по величине пиком количества игроков онлайн среди всех однопользовательских игр, уступая только Cyberpunk 2077 с более чем 1 миллионом одновременно играющих игроков. После выпуска игра достигла пика в более чем 879 000 игроков, что поставило её на восьмое место в общем рейтинге по количеству одновременных игроков.
Президент Warner Bros. Interactive Дэвид Хаддад в начале января 2024 года заявил, что спустя 11 месяцев после старта продаж игра разошлась тиражом в 22 млн копий, из них 2 млн пришлось на новогодние праздники в декабре 2023 года.
Hogwarts Legacy в течение первой недели после выпуска заняла первые четыре позиции в чарте продаж платформы (из-за правил Steam по разделению версий по предзаказам). В Европе продажи Hogwarts Legacýs сделали его шестым по величине запуском видеоигры с момента создания European Monthly Charts. В Великобритании аналитики сравнили продажи Hogwarts Legacy за первую неделю с Elden Ring, отметив, что физические и цифровые продажи выросли на 80 % и 88 % соответственно. Игра держалась на вершине физических продаж в чартах Великобритании ещё четыре недели. В Японии Hogwarts Legacy дебютировала на вершине чарта продаж программного обеспечения: версия для PlayStation 5 была продана тиражом 67 196 физических копий. Игра оставалась на первом месте ещё одну неделю, и по состоянию на 2 апреля 2023 года было продано в общей сложности 161 842 физических копии. Legacy продали тиражом более 600 000 копий в Германии за две с половиной недели, что сделало её одной из самых успешных игр в 2022 и 2023 годах. В США игра возглавила ежемесячные чарты продаж за февраль 2023 года.
Hogwarts Legacy в настоящее время находится на пути к тому, чтобы превзойти Call of Duty: Modern Warfare III как самую продаваемую игру 2023 года. В Steam игра вошла в число самых успешных игр 2023 года. Она вошла в списки самых продаваемых игр, списки новинок, списки самых популярных игр, списки лучших игр на Steam Deck и для геймпада.

### Награды и номинации
Hogwarts Legacy была номинирована в категории «Самая ожидаемая игра» на The Game Awards 2022 и на Golden Joystick Awards 2022, но оба раза проиграла The Legend of Zelda: Tears of the Kingdom. Благодаря рекордному количеству просмотров на Twitch во время раннего доступа Hogwarts Legacy стала самой просматриваемой однопользовательской игрой всех времен по максимальному количеству зрителей на платформе и была занесена в Книгу рекордов Гиннеса.
Hogwarts Legacy была номинирована на «Игру года» и «Лучшая игра на Steam Deck» на церемонии Steam Awards, выиграв последнюю. Eurogamer Germany отметила Hogwarts Legacy за выдающийся фан-сервис в списке победителей 2023 года, удостоив её награды «Лучший фан-сервис». На церемонии PS Blog Game of the Year Awards 2023 игра была номинирована в семи категориях. Она выиграла «Игру года для PS4» и заняла второе место в категориях «Лучшее использование Dual Sense» (золотой приз) и «Лучший аудиодизайн» (серебряный приз). Игра появилась в нескольких списках на конец 2023 года, включая GamingBolt (9-е место), British GQ (21-е место), BAFTA Games, Der Spiegel, BBC и The Telegraph. The Escapist назвал игру одной из пяти лучших приключенческих игр 2023 года. Hardcore Gamer назвали Hogwarts Legacy «Лучшей экшн-игрой», а IGN отдали ей второе место в категории «Лучшая игра с открытым миром».
| Премия                        | Номинация                                                        | Итог                | Ист.    |
| ----------------------------- | ---------------------------------------------------------------- | ------------------- | ------- |
| Golden Joystick Awards        | Самая ожидаемая игра                                             | Номинация           | [ 146 ] |
| The Game Awards               | Самая ожидаемая игра                                             | Номинация           | [ 147 ] |
| Golden Trailer Awards         | Лучший трейлер видеоигры                                         | Победа              | [ 148 ] |
| Japan Game Awards             | Награда за выдающиеся достижения                                 | Победа              | [ 149 ] |
| The Steam Awards              | Игра года                                                        | Номинация           | [ 150 ] |
| The Steam Awards              | Лучшая игра на Steam Deck                                        | Победа              | [ 150 ] |
| Grammy Awards                 | Лучший саундтрек к видеоиграм и другим интерактивным медиа       | Номинация           | [ 151 ] |
| D.I.C.E. Awards               | Выдающиеся достижения в художественном направлении               | Номинация           | [ 152 ] |
| D.I.C.E. Awards               | Выдающиеся технические достижения                                | Номинация           | [ 152 ] |
| Annie Awards                  | Выдающееся достижение в области анимации персонажей в видеоиграх | Номинация           | [ 153 ] |
| Game Developers Choice Awards | Лучший звук                                                      | Почётное упоминание | [ 154 ] |